# Кузьмин, Вадим Алексеевич
Вади́м Алексе́евич Кузьми́н (16 апреля 1937, Москва — 17 сентября 2015, там же) — советский и российский физик-теоретик, член-корреспондент Российской академии наук (с 2000). Специалист в области квантовой теории поля и космологии. Заведовал сектором Института ядерных исследований РАН.

## Биография
Родился в Москве. В 1955 году после окончания средней школы поступил на физический факультет МГУ, который окончил в 1961 году. В 1961—1971 — аспирант, младший научный сотрудник Физического института им. П. Н. Лебедева. В 1967 году защитил кандидатскую диссертацию «Об исследовании внутреннего строения Солнца с помощью нейтринного излучения».
В 1971—1976 и 1978—1982 — старший научный сотрудник, в 1976—1978 учёный секретарь, с 1982 года — заведующий сектором Института ядерных исследований АН СССР (РАН).
Доктор физико-математических наук (1987, диссертация «О двух проявлениях несохранения барионного числа — образовании барионной асимметрии в нейтрон-антинейтронных осцилляциях»). Член-корреспондент РАН по Отделению физических наук, специализация «ядерная физика» с 26 мая 2000 года.
Автор более 200 научных работ.
Похоронен на Николо-Архангельском кладбище (участок 24).

## Научная деятельность
Внёс существенный вклад в теорию образования барионной асимметрии Вселенной, в физику космических лучей, нейтринную астрофизику Солнца, в теорию космологических фазовых переходов и космологию ранней Вселенной, в исследование фундаментальных принципов симметрии и законов сохранения в физике элементарных частиц и квантовой теории поля.
В 1964 предложил галлий-германиевый метод детектирования солнечных нейтрино, совместно с Г. Т. Зацепиным выдвинул комплексную программу нейтринной спектроскопии Солнца.
В 1966 совместно с Г. Т. Зацепиным предсказал существование предела Грайзена — Зацепина — Кузьмина.
В 1970 предложил физическую модель образования барионной асимметрии Вселенной в СР-неинвариантных распадах тяжёлых частиц на неравновесной стадии космологического расширения.
В 1970 указал на возможность нейтрон-антинейтронных осцилляций, развил теорию и выдвинул предложение о проведении эксперимента по поиску этого явления.
В 1985 совместно с В. А. Рубаковым и М. Е. Шапошниковым предсказал существование быстрых переходов с несохранением барионного числа в ранней Вселенной при высоких температурах.

## Награды и премии
- Орден «Знак Почёта» (1978)
- Премия имени А. А. Фридмана РАН (1999, совместно с В. А. Рубаковым)
- Премия имени академика М. А. Маркова (2003)
- Премия имени И. Я. Померанчука (2006)